# Деркачёв, Павел Павлович
 Павел Павлович Деркачёв  — (28 декабря 1866, Полтавская губерния — 28 мая 1906, Белосток) — белостокский полицмейстер.

## Биография
Уроженец Полтавской губернии, родился 28 декабря 1866 года. После окончания юнкерского пехотного училища поступил офицером в Вятский полк. Сыграв свадьбу в 22 года, оставил военную службу и поступил в полицию. Служил приставом в Гродне, Семятичах Белостокского уезда, затем в 1903 году был переведен в Белосток. Состоя приставом первой части Белостока, подвергался покушениям на убийство, однажды днем ему в канцелярию была подброшена бомба, разрушившая часть квартиры и канцелярию. Но самого Деркачёва в это время не было дома, за несколько минут до взрыва он вышел из квартиры.
В 1906 году назначен белостокским полицмейстером, в этой должности он был утверждён незадолго до убийства. Деркачев принимал все меры к усмирению митингов и беспорядков. 28 мая был убит.

## Обстоятельства убийства
27 мая в 3 часа дня в Белосток прибыл Преосвященный Михаил, епископ Гродненский и Брестский, которого встречал и сопровождал по городу Павел Петрович.
28 мая 1906 года по окончании архиерейской службы в церкви Белостокского института Императора Николая I и акта по случаю выпуска воспитанниц, Павел Петрович не остался на обеде в институте, так как ему было доложено, что в городе происходят беспорядки. По дороге Деркачёв встретил генерал-губернатора Богаевского, который также сообщил ему, что на Суражской улице беспорядки, после чего Деркачёв один, без конвоя, на пролётке отправился туда.
Когда пролётка с Деркачёвым ехала по Суражской улице, раздалось около 40 выстрелов, направленных в полицмейстера. Одна пуля пробила сзади сонную артерию, в результате чего Деркачёв скончался на месте.
Тело его с Суражской улицы повезли в городскую больницу по Липовой улице. Вся пролётка была залита кровью. Кучер полицмейстера получил несколько ушибов камнями в спину, когда, увидев Деркачёва раненным, стал поднимать его, оказывая ему первую помощь.
Тело убитого было перевезено на полицмейстерскую квартиру по Александровской улице. 30 мая в 4 часа пополудни в квартире полицмейстера над гробом убитого была совершена панихида тремя священниками, на которой присутствовало много гражданских, военных и должностных лиц. После окончания панихиды гроб на траурном катафалке отвезли в местный собор в сопровождении эскадрона Мариупольского полка и батальона Казанского пехотного полка. По прибытии траурного шествия к собору гроб был принят с колесницы начальником гарнизона, командиром 4-й кавалерийской дивизии генерал-лейтенантом фон Бадером, командиром 16-й пехотной дивизии генерал-лейтенантом Богаевским, советником губернского правления Ярошенко и другими военными и гражданскими должностными лицами.
После отпевания гроб был вынесен в катафалке и траурное шествие направилось к вокзалу, несли 19 венков от гродненского губернатора и чинов губернской администрации.
После смерти Деркачева в Белостоке начались погромы и беспорядки, направленные против еврейского населения. Согласно докладу парламентской комиссии, ο предполагавшемся погроме ходили слухи за несколько дней до 1 июня и его связывали с убийством Деркачёва на Суражской улице, где была сосредоточена еврейская анархистская организация; полицмейстер хорошо относился к евреям и противодействовал приставу Шереметову, вызывавшему в еврейском населении озлобление против полиции; тем не менее, был пущен слух, будто Деркачёв умерщвлен евреями, и это-то явилось причиной раздражения полиции против евреев; благоприятную почву для погрома создали и разнообразные реакционные общественные элементы, считавшие, что борьба с евреями есть борьба с освободительным движением; среди гарнизона распространялись прокламации соответствующего содержания.

О предполагавшемся погроме в городе Белостоке еще за несколько дней до первого июня ходили слухи. Предстоящий погром связывали главным образом со смертью полицеймейстера Деркачева. Нужно сказать, что Деркачев пользовался расположением всего населения, и особенно евреев; его даже прозвали «еврейским полицеймейстером». Он был противник насилий и погромов. Он стоял на страже проявлений той черной сотни, которой так же достаточно в Белостоке, как и везде. И вот эта черная сотня во главе с власть имеющими лицами была настроена против Деркачева.
Много было лиц, которые указывали на то, что главным противником Деркачева является пристав Шереметов, с которым были у Деркачева нелады на почве озлобления еврейского населения против полиции, вызываемого Шереметовым. Деркачев сдерживал Шереметова, связывал его по рукам и не давал ему возможности проявить себя так, как хотел именно Шереметов.
Случай последнего столкновения был 21 мая, когда генерал Богаевский почему-то послал Деркачева на Суражскую улицу, где солдаты завели драку с евреями. Почему генералу нужно было послать полицеймейстера, а не офицера, который бы и унял этих расходившихся евреев и солдат? Но так или иначе, Деркачев едет на Суражскую улицу. И вот, здесь он был убит несколькими выстрелами.
Кто убил Деркачева неизвестно; ни следствие не установило, ни молва не указала определенных виновников. Но этим фактом воспользовались люди черной сотни и «истинно-русские люди» — эти киты, на которых держится в настоящий момент Россия. Они заявили, что никто не может быть виновником, как только евреи. Еврейскому населению брошено было это обвинение, и оно подтвердилось; подтвердилось не то, что они действительно виноваты, а что это обвинение, действительно, было брошено; оно подтвердилось историей с венком.

Когда евреи захотели возложить венок на гроб Деркачева, то тут вот восстал против них Шереметов. Он говорил, что не допустит того, чтобы евреи возложили венок на гроб Деркачева, и здесь им были произнесены характерные слова: «Что? Венок от евреев? Никогда! Мы — христиане, а не евреи-кровопийцы; вы кровь проливаете, а затем венки возлагаете. Нет, этому не быть, я этого не допущу». Вместе с этим Шереметов говорил, что вся полиция будет протестовать против этого. Делегаты от еврейского общества стали интересоваться и добиваться узнать, в чем же выразится этот протест; в конце концов они добились его. Шереметов им ответил: «Если вы все-таки возложите венок на гроб Деркачева, то будете через два дня жалеть об этом; пожалеет все еврейское население»..